# Olivier Panchot
Olivier Panchot est un réalisateur français.

## Biographie
Olivier Panchot a réalisé plusieurs courts métrages au cours des années 1990 avant de commencer à travailler pour la télévision.
Il a signé un premier long métrage sorti en 2007, Sans moi, suivi d'un second, De guerre lasse, sorti en 2014.

## Filmographie

### Cinéma

#### Courts métrages
- 1991 : Mathilde
- 1994 : Farce noire
- 1995 : Délit mineur
- 1998 : Nous sommes le peuple

#### Longs métrages
- 2007 : Sans moi
- 2014 : De guerre lasse

### Télévision
- 1999 : Vacances volées
- 2000 : Liens de sang
- 2002 : Les Paradis de Laura
- 2002 : 72 heures
- 2016 : Les Petits Meurtres d'Agatha Christie (2 épisodes)
- 2018 : Guyane (2 épisodes)